# Программа подготовки инструкторов по тактике ударных истребителей ВМС США
Программа подготовки инструкторов по тактике ударных истребителей ВМС США (англ. United States Navy Strike Fighter Tactics Instructor program) — курсы подготовки лётчиков-инструкторов палубной авиации по программе SFTI, также известная как школа «Top Gun».  Начиналась как Школа вооружения истребителей ВМС США (United States Navy Fighter Weapons School) в 1969 году на аэродроме морской авиации Тихоокеанского флота Митчер-Филд (Mitscher Field) авиабазы Мирамар (пригород Сан-Диего, Калифорния). 
В период расцвета программы «Top Gun» за авиабазой закрепилось неофициальное название (прозвище) — Fightertown USA (дословно — «город бойцов»)
После окончания Холодной войны и сокращения ассигнований на оборону военно-морская авиация, как и остальные вооружённые силы США подверглись сокращению и оптимизации, и в 1996 году Школа была объединена с Центром военно-морских ударных сил и противовоздушной обороны на военно-морской авиабазе Фэллон, штат Невада. Аэродром и авиабазу Мирамар полностью передали под юрисдикцию Корпуса морской пехоты.

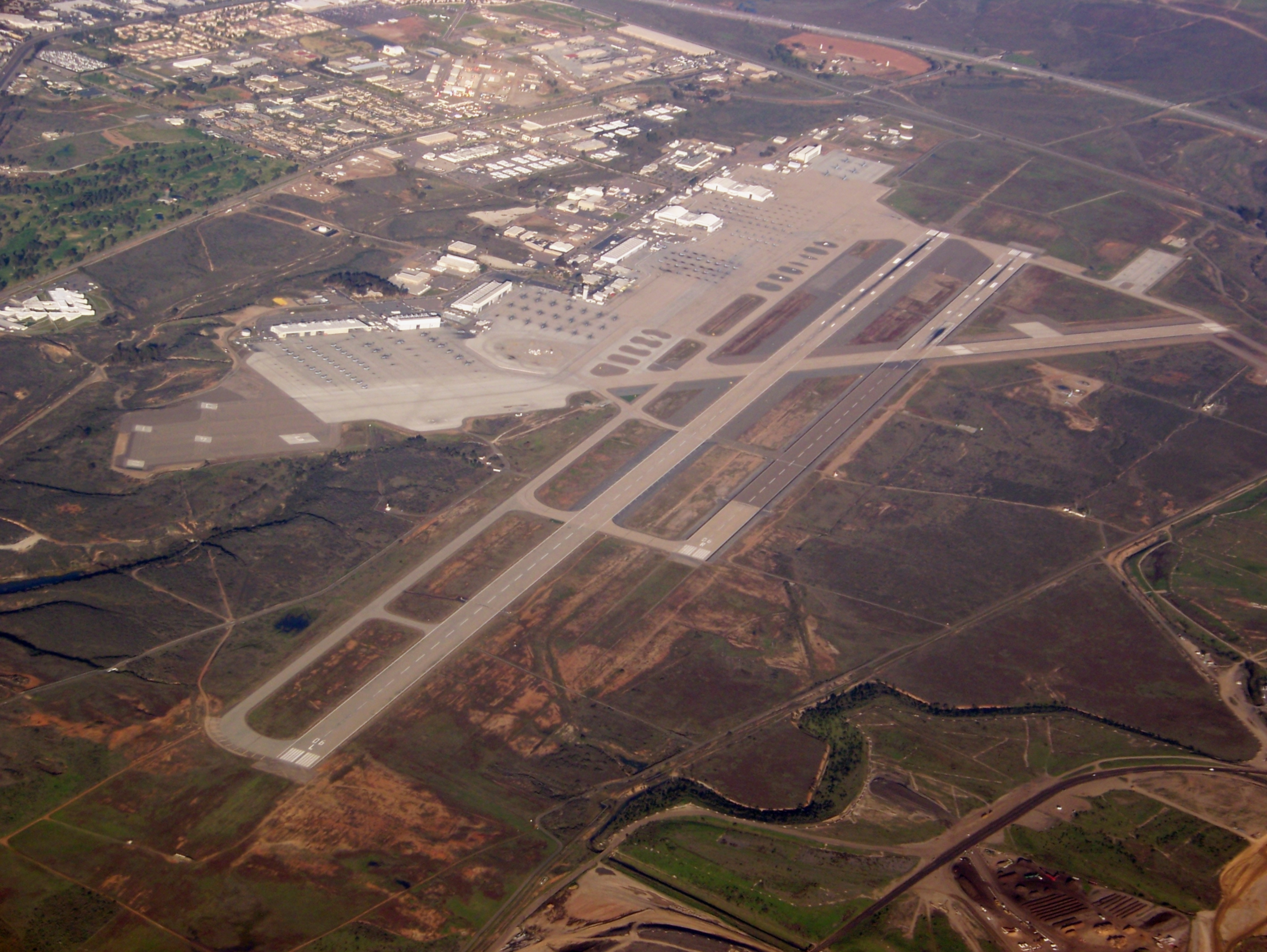
Авиабаза Мирамар и аэродром Митчер-Филд, код ICAO: KNKX

## История

Эмблема/нашивка курсантов школы Top Gun

Школа подготовки лётчиков-инструкторов была организована на базе учебной эскадрильи VF-121, которая с 1961 года, дислоцируясь на авиабазе Мирамар, занималась переучиванием лётного состава на новый палубный самолёт McDonnell Douglas F-4 Phantom II («Фантом-2») модификации F4H. VF-121 была первым авиационным подразделением в США, получившим эти самолёты.
Лётчики, переучивающиеся с других типов, получали базовую подготовку на «Фантоме» по пилотированию, навигации и эксплуатации самолёта, после чего убывали для дальнейшего обучения в учебный центр на авиабазу Юма (Yuma), штат Аризона. Также на авиабазе Мирамар в то время проходил обучение на «Фантом» технический состав ВМС.
Большие потери американской авиации во Вьетнаме и сокращение программы обучения пилотов манёвренному воздушному бою заставили пересмотреть концепцию применения авиации в современной войне.

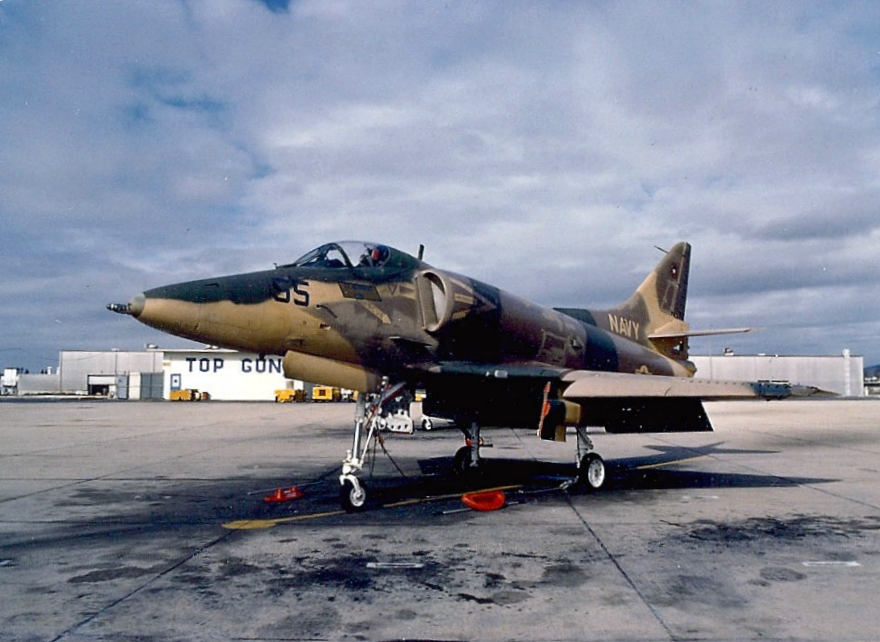
A-4A «Скайхок» на аэродроме военно-морской авиабазы Мирамар, примерно конец 80-х или начало 90-х годов

В 1968 году на авиабазе Мирамар проходил подготовку и переучивание пилот из ВВС Южно-африканской республики Ричард Стенли «Дик». Он летал на A-4 Skyhawk и F-4 Phantom. Во время обучения он разработал и написал «Руководство по боевым действиям в воздухе» (англ. USN Air Combat Maneuvering Manual, ACM), которое затем использовалось при обучении лётчиков в Школе.

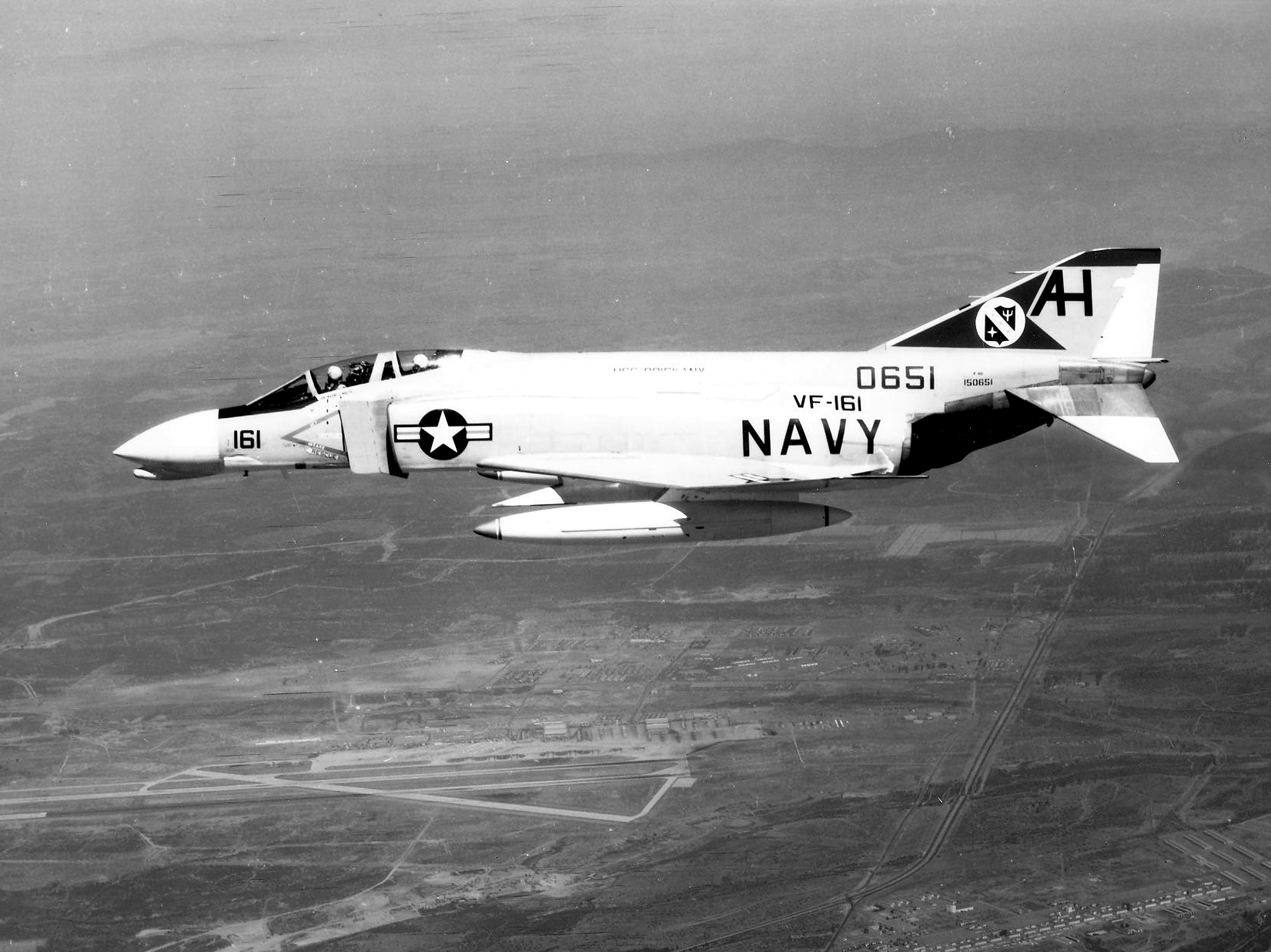
F-4B-14-MC эскадрильи VF-161 в полёте над авиабазой Мирамар, 1964 год

Официально Школа подготовки лётчиков-инструкторов «Top Gun» была сформирована 3 марта 1969 года на базе запасной авиагруппы (RAG) эскадрильи VF-121. Первоначально весь штат Школы состоял из восьми лётчиков-инструкторов F-4 Phantom II из эскадрильи VF-121 и одного офицера военно-морской разведки. Первый начальник школы — лейтенант-коммандер (русс. капитан третьего ранга) Дэн Педерсен (англ. Dan Pedersen). Этим составом они с нуля разработали программу обучения пилотов, а из-за постоянного недостатка средств они заимствовали самолёты у своего основного подразделения и других подразделений, базирующихся в Мирамаре, таких как сводная эскадрилья VC-7 и истребительная эскадрилья VF-126. Первый штаб Школы в Мирамаре располагался в угнанном модульном трейлере!
Согласно истории командования Школы, написанной в 1973 году, целью создания подразделения была «подготовка лётных экипажей истребителей на уровне выпускников по всем аспектам систем вооружения истребителей, включая тактику, технику, процедуры и доктрину. Это позволяет сформировать ядро из высококвалифицированных лётных экипажей истребителей для разработки, руководства и совершенствования циклов обучения вооружению и последующей подготовки лётных экипажей».
Программа обучения курсантов Школы была рассчитана на 12 недель и состояла из лекций, теоретических и практических занятий, в том числе не менее 2 вылетов каждую неделю. Большой упор при обучении лётчиков делался на техническую составляющую систем вооружения самолётов.
То есть в Школе готовили лётчиков-инструкторов, которые после обучения возвращались в свои подразделения, где они передавали свой опыт строевым лётчикам.
В Школе летали на Douglas A-4 «Skyhawk», и брали взаймы у ВВС США Northrop T-38 Talon — для имитации лётных характеристик МиГ-17 и МиГ-21 соответственно. Школа также использовала Grumman A-6 Intruder Корпуса морской пехоты и Convair F-106 Delta Dart ВВС США, пока они были доступны. Позже в состав авиации «противника» вошли IAI Kfir и General Dynamics F-16 Fighting Falcon; а на смену T-38 пришли Northrop F-5E и F-5F Tiger II.

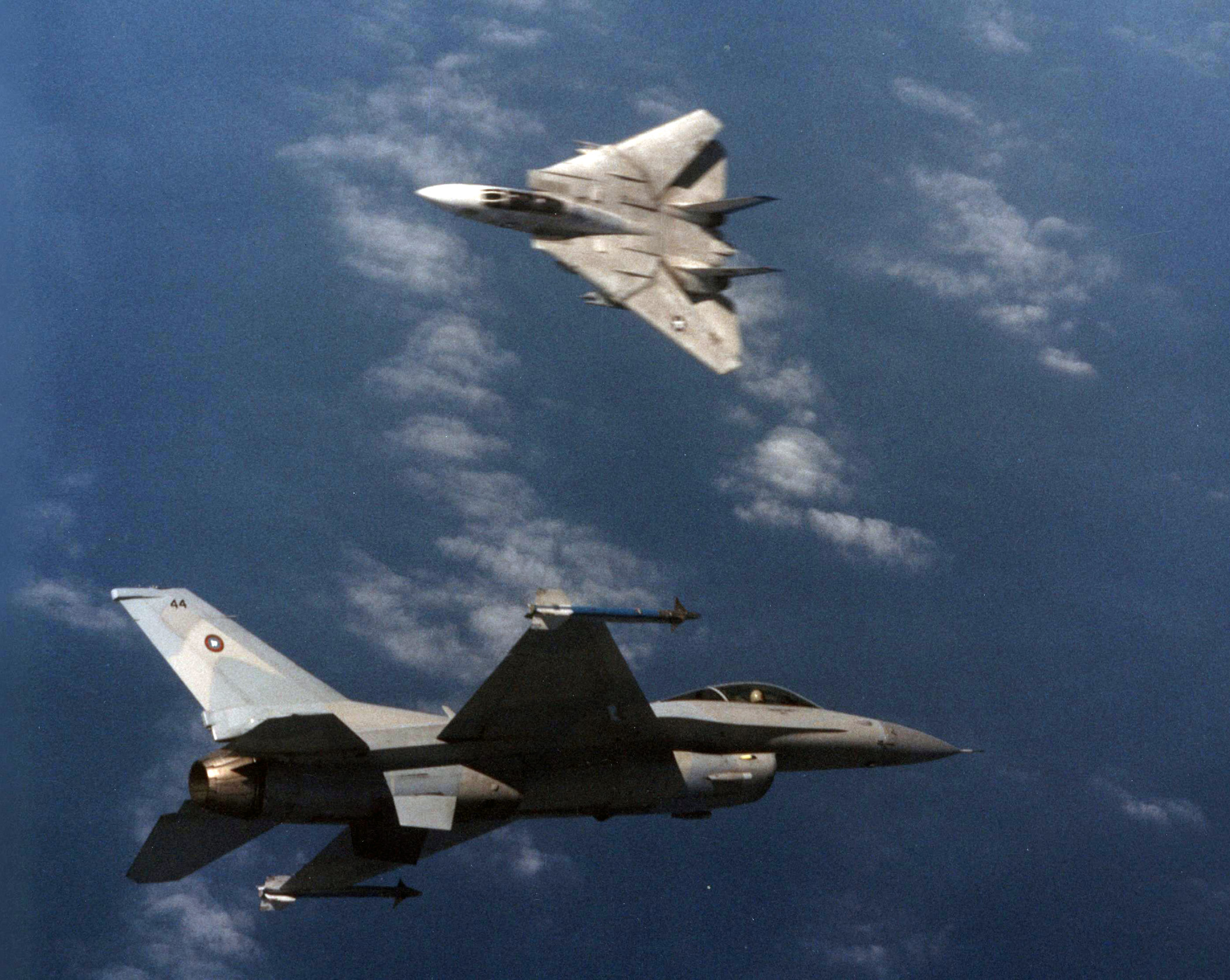
Учебный бой между F-14A и F-16N, авиабаза Мирамар, школа Top Gun, март 1989 года

Помимо эскадрильи VF-121, на авиабазе Мирамар размещалась учебная истребительная эскадрилья Тихоокеанского флота VF-124, эксплуатировавшая палубные истребители Vought F-8 Crusader. В 1972 году VF-124 стала учебной эскадрильей для поступавших новых тогда истребителей F-14 Tomcat и прекратила подготовку пилотов для F-8.
В 1993 году комиссия по передислокации и закрытию баз (BRAC) выработала рекомендации по слиянию учебных авиационных подразделений Тихоокеанского и Атлантического флотов ВМС США. При этом происходило сокращение и реорганизация, в частности, эскадрилья VF-124 была расформирована в 1994 году. Авиабаза Мирамар была полностью передана Корпусу морской пехоты в 1996 году, а Школа «Top Gun» была переведена на авиабазу Фэллон штат Невада, где переименована в «Центр разработки методов ведения боевых действий военно-морской авиации» (NAWDC).
В 2011 году программа «Top Gun» была включена в «Международный зал славы авиации и космонавтики» в Музее авиации и космонавтики в Сан-Диего.

### В кинематографе

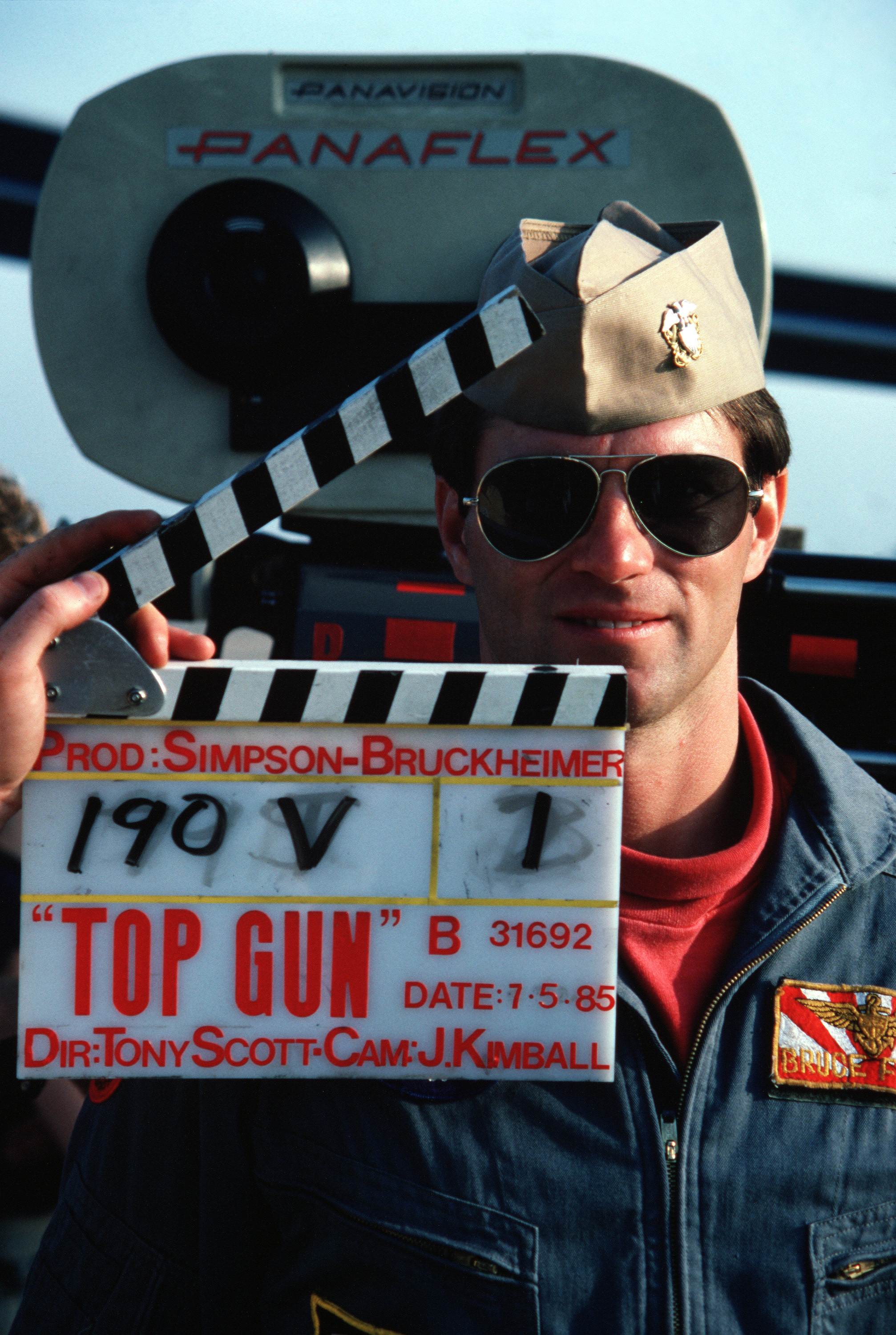
5 июля 1985 года, съёмки фильма на авиабазе Мирамар. В кадре реальный военный лётчик, помогающий со съёмками фильма

По теме  Школы «Top Gun» были сняты три художественных фильма:
- «Top Gun» режиссёра Тони Скотта, вышел в 1986 году
- «Hot Shots!» — фильм пародия на «Top Gun». Режиссёр Джим Абрахамс, 1991 год
- «Top Gun: Maverick» — продолжение первой части, режиссёр Джозеф Косински, 2022 год

### В игровой индустрии
По мотивам фильма «Top Gun» была выпущена серия компьютерных игр для различных игровых платформ. Первой игрой стала разработанная компанией Ocean Software игра «Top Gun» в 1986 году. Она была адаптирована для Atari ST, Commodore 64, ZX Spectrum и Amstrad CPC. В 1987 году компания Konami выпустила версию «Top Gun» для приставок Nintendo.
Вероятно, что последней из игр по мотивам «Top Gun» стала игра «Top Gun: Hard Lock» — симулятор боевых полётов, разработанный Headstrong Games и изданный 505 Games для PlayStation 3, Xbox 360 и Microsoft Windows в 2012 году. Большого успеха эта игра не имела.